# Nikolai Alexandrowitsch Ramasanow
Nikolai Alexandrowitsch Ramasanow (russisch Николай Александрович Рамазанов; * 24. Januarjul. / 5. Februar 1817greg. in St. Petersburg; † 18. Novemberjul. / 30. November 1867greg. in Moskau) war ein russischer Bildhauer, Kunstwissenschaftler und Hochschullehrer.

## Leben
Ramasanows Vater Alexander Ramasanow und die Mutter Alexandra Iwanowna Ramasanowa geborene Holz waren Schauspieler der St. Petersburger Kaiserlichen Theater. Der Großvater und Onkel mütterlicherseits waren Ballettmeister. Die Tante Marija Walberchowa war Schauspielerin.
Früh lernte Ramasanow Zeichnen bei Fjodor Solnzew. 1827 wurde er selbstzahlender Schüler an der Kaiserlichen Akademie der Künste in St. Petersburg. 1827 starb seine Mutter und 1828 sein Vater. Seine jüngeren Brüder und seine Schwester wurden von der Tante Marija Walberchowa aufgenommen. 1829 erhielt er für seine guten Leistungen die Auszeichnung I. Klasse. 1833 wurde er Akademie-Student auf Staatskosten. 1836 gewann er die kleine Silbermedaille für das Modellieren nach der Natur, worauf er in die Klasse Boris Orlowskis kam. Er erhielt 1837 die große Silbermedaille für das Basrelief Christus in der Wüste, 1838 die kleine Goldmedaille für die Gruppe des Milon im Kampf mit dem Löwen und zum Abschluss des Studiums 1839 die große Goldmedaille für die Statue eines Fauns mit Zieglein. Mit der großen Goldmedaille war ein Auslandsreisestipendium verbunden, und er wurde zum Künstler XIV. Klasse ernannt.
Zunächst arbeitete Ramasanow im Atelier des französischen Bildhauers A. Trodu und schuf gotische Statuen des Frühlings und des Sommers für den Winterpalast. Dann beteiligte er sich an der Fertigstellung des von dem 1839 verstorbenen Bildhauer Samuil Halberg projektierten und begonnenen Denkmals Nikolai Karamsins in Simbirsk. Ramasanow schuf dafür ein Hautrelief und die Büste Karamsins. Ebenso war er am Denkmal Gawriil Derschawins in Kasan beteiligt.
Im September 1843 reiste Ramasanow nach Italien ab. In Rom schuf er eine Nymphe mit Schmetterling, eine Büste Sergei Lewizkis, eine kleine Mädchenstatue und Hautrelief-Entwürfe für die Christ-Erlöser-Kathedrale in Moskau, die später ausgeführt wurden. 1846 wurde er infolge eines Konflikts mit der päpstlichen Polizei nach Russland zurückberufen.
Ramasanow erhielt eine Stelle als Lehrer für Bildhauerei in der neuen Klasse für Architektur der Moskauer Hochschule für Malerei, Bildhauerei und Architektur, die er erst im Oktober 1847 antrat. Zunächst führte er Arbeiten aus, mit denen ihn Admiral Michail Lasarew auf Empfehlung Fjodor Tolstois beauftragt hatte. Als in der im Bau befindlichen Kirche des Garderegiments zu Pferde eine seiner  riesigen Halbfiguren plötzlich umstürzte, hielt ihn die Reparatur auf.
1849 wurde Ramasanow zum Akademiker ernannt. 1858 erfolgte auf Vorschlag der Akademie-Präsidentin Großfürstin Marija Nikolajewna die Ernennung zum Professor der Bildhauerei. Zu seinen Schülern gehörten Matwei Tschischow, Sergei Iwanow, Wladimir Sergejewitsch Browski u. a.
Ramasanow schuf die Büsten Fjodor Tolstois, Alexander Puschkins, Statuen der Tatjana und Eugen Onegins aus Tschaikowskis Oper Eugen Onegin, die Totenmaske Nikolai Gogols (1852), die Marmor-Büste Gogols (1854), die Totenmaske Sergei Uwarows (1855), die Marmor-Büste Praskowja Uwarowas (1864–1865) und schmückte den Großen Kremlpalast aus (1850). Zu seinen bekanntesten Werken gehören die Basreliefs am Sockel des von 1856 bis 1859 errichteten Denkmals für Nikolaus I. in St. Petersburg.
Ramasanow war langjähriger Mitarbeiter des Moskwitjanin, der Moskowskije Wedomosti und anderer Zeitschriften. Er veröffentlichte Artikel über russische Künstler, ihre Biografien und Nekrologe, Notizen über Ausstellungen und sonstige Kunstinformationen. Er bereitete einen zusammenfassenden Sammelband vor, von dem er nur den ersten Teil veröffentlichen konnte.
Im Mai 1866 musste Ramasanow sich beurlauben lassen, und eineinhalb Jahre später starb er. Er hinterließ seine Frau, einen Sohn und zwei Töchter. Er wurde im Moskauer Alexei-Kloster begraben.

## Werke (Auswahl)

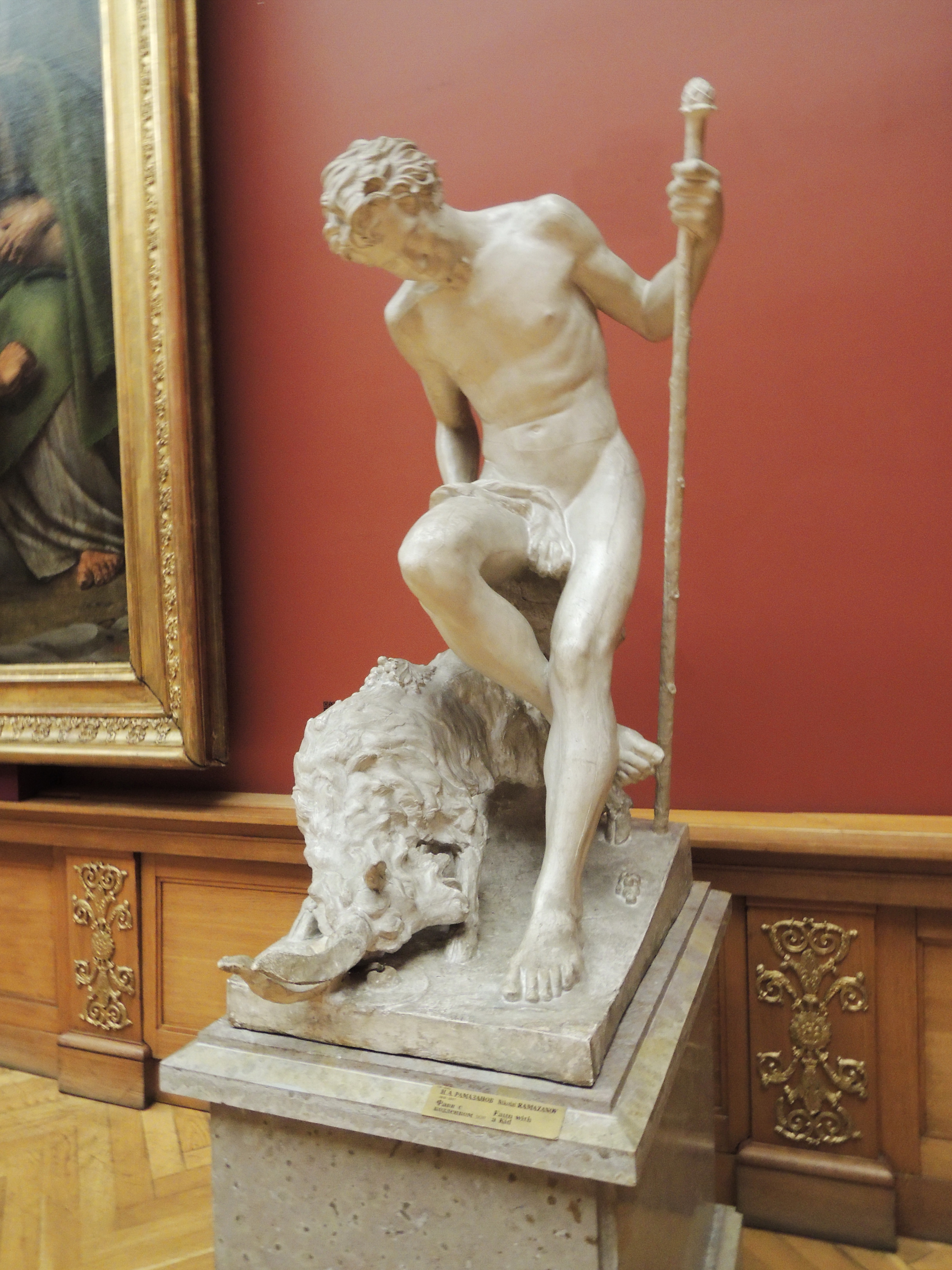
Faun mit Zieglein, Russisches Museum
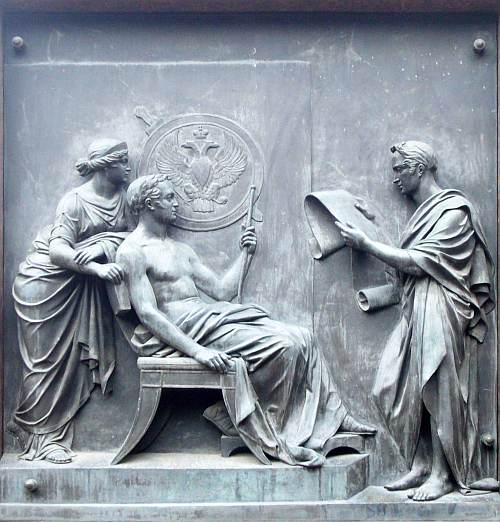
Nördliches Hautrelief des Karamsin-Denkmals, Simbirsk/Uljanowsk
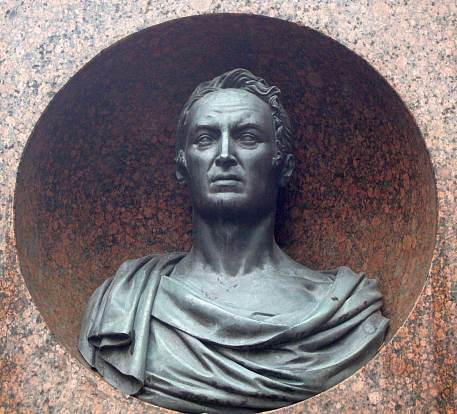
Karamsins Büste, Karamsin-Denkmal, Simbirsk/Uljanowsk
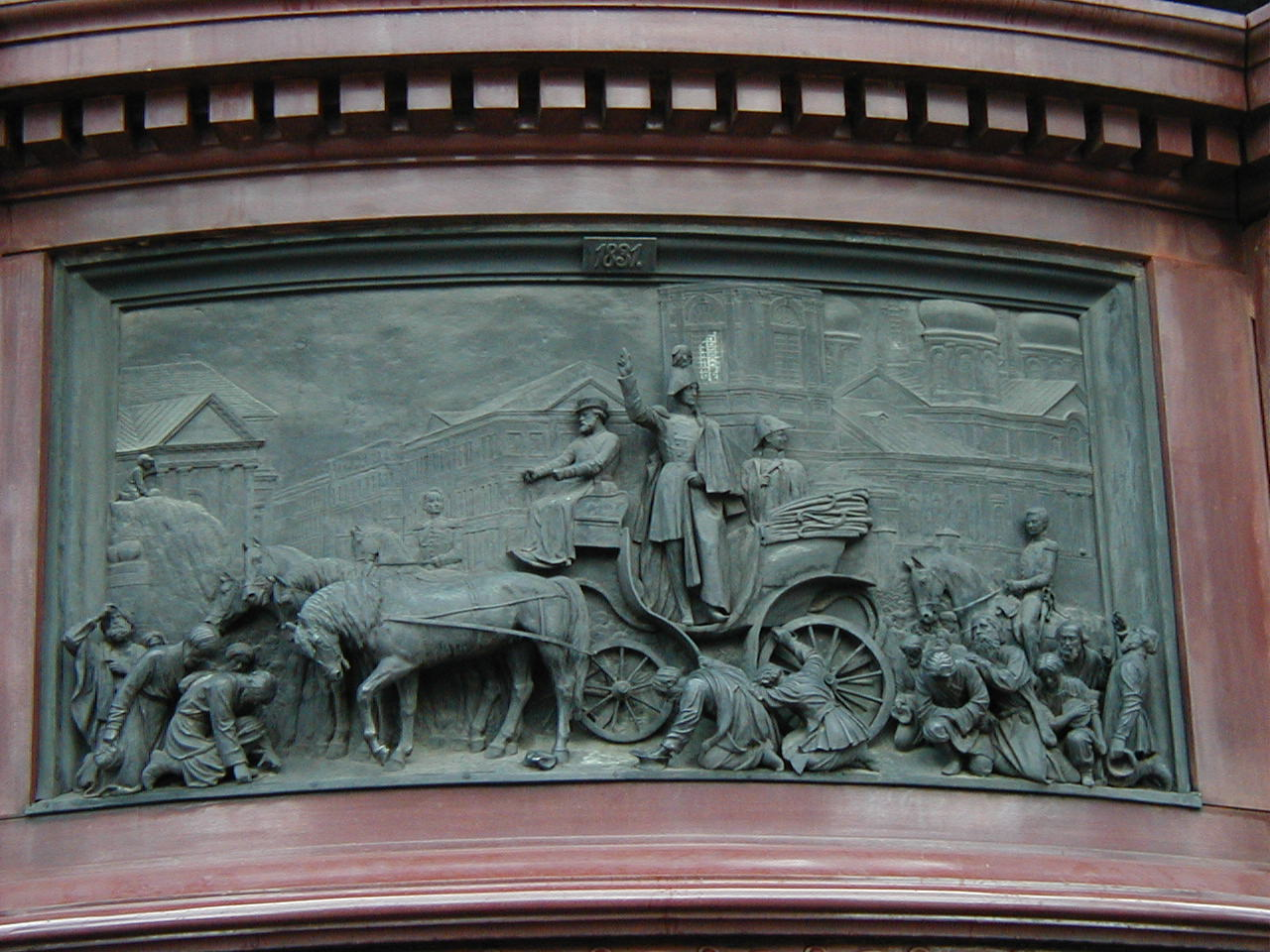
Nikolaus I. befriedet den St. Petersburger Cholera-Aufstand 1831, Denkmal für Nikolaus I., St. Petersburg
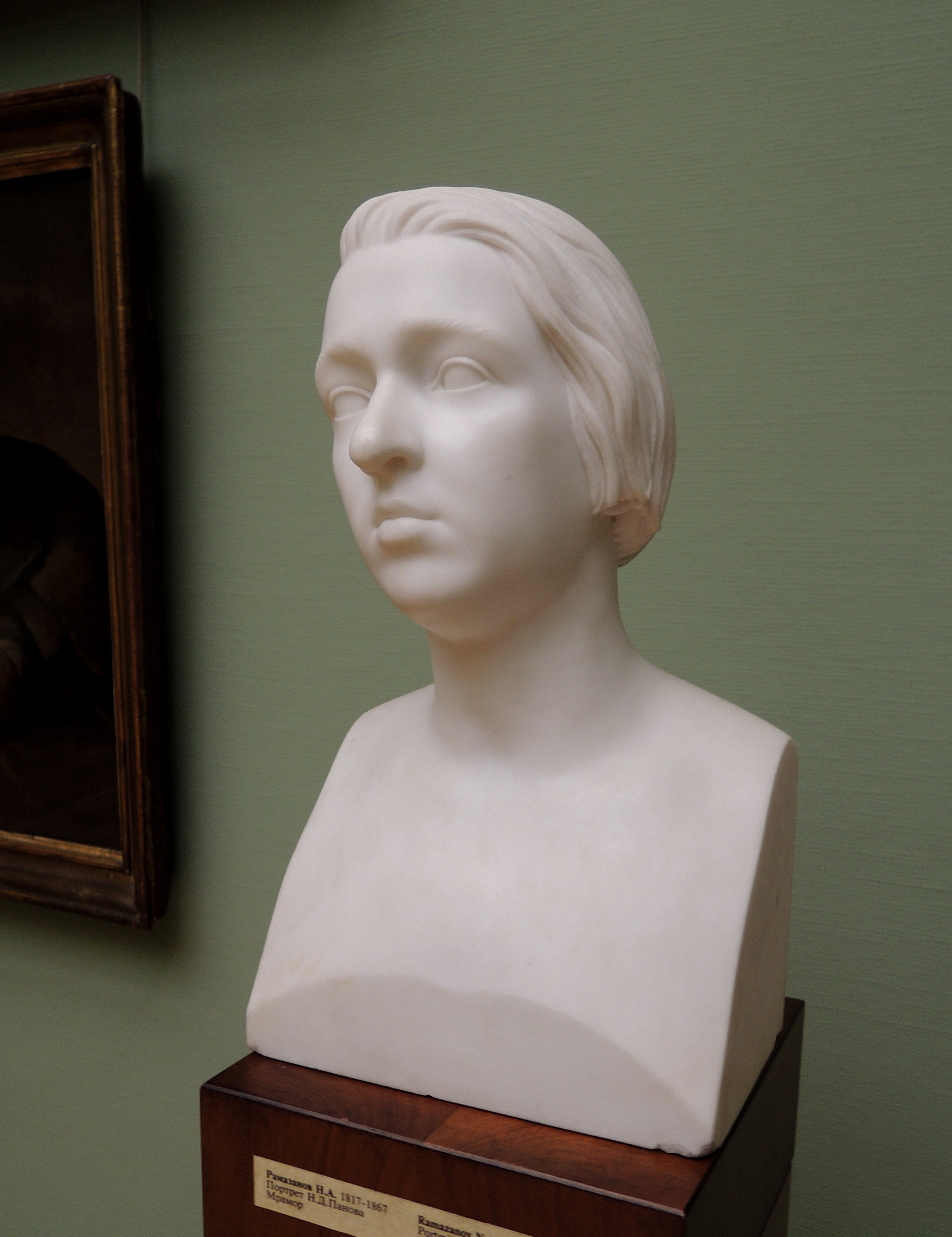
Nikolai Dmitrijewitsch Panow (Neffe des Dekabristen Nikolai Panow), Tretjakow-Galerie
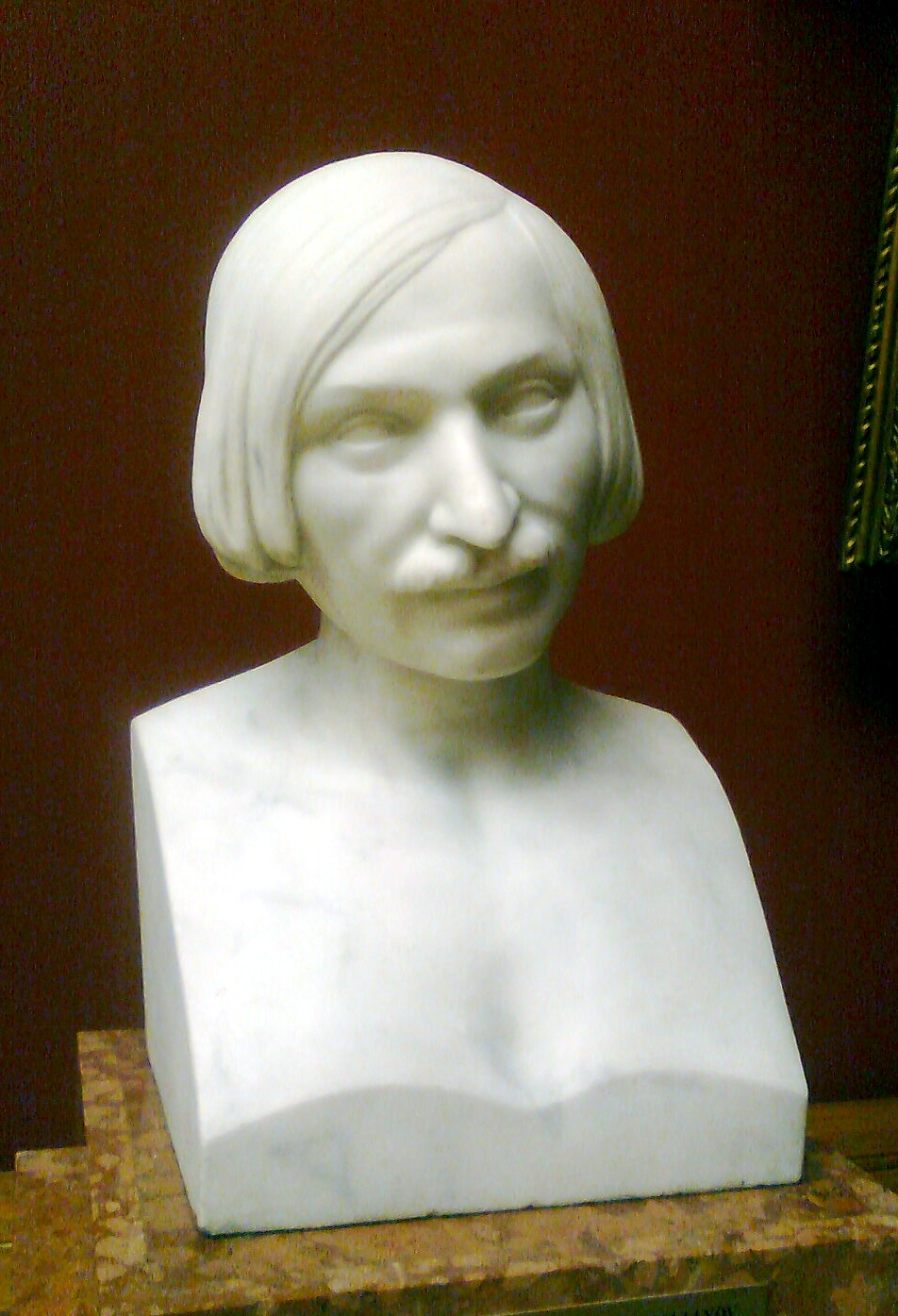
Nikolai Gogol, Russisches Museum
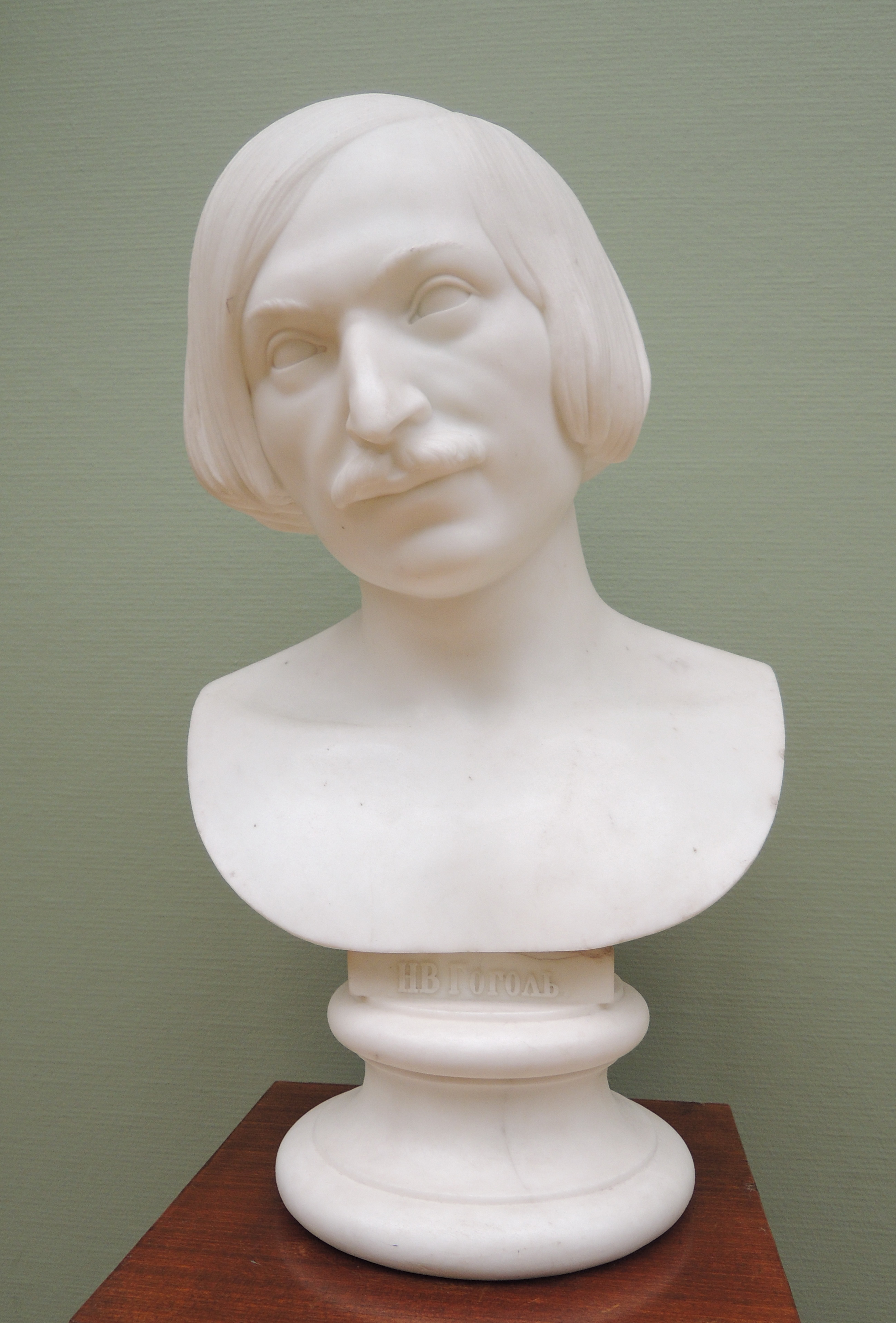
Nikolai Gogol, Tretjakow-Galerie